# Microgramma baldwinii
Microgramma baldwinii är en stensöteväxtart som beskrevs av Alexander Curt Brade. Microgramma baldwinii ingår i släktet Microgramma och familjen Polypodiaceae. Inga underarter finns listade.